# هانس ويبر (لاعب كرة قدم)
هانس ويبر (مواليد 8 سبتمبر 1934) هو لاعب كرة قدم. يلعب مع منتخب سويسرا لكرة القدم. سبق له أن لعب في كأس العالم لكرة القدم مع منتخب بلاده.

## روابط خارجية
- هانس ويبر على موقع الاتحاد الدولي (مؤرشف)  (الإنجليزية)
- هانس ويبر على موقع قاعدة بيانات كرة القدم.إي يو (الإنجليزية)
- هانس ويبر على موقع ناشيونال فوتبول تيمز (الإنجليزية)
- هانس ويبر على موقع عالم كرة القدم.نت (الإنجليزية)